# Karine Deshayes
Pour les articles homonymes, voir Deshayes.
Karine Deshayes, née le 25 janvier 1973 à Rueil-Malmaison,, est une mezzo-soprano française. Elle est notamment reconnue pour ses interprétations belcantistes (principalement Rossini et Bellini).

## Biographie

### Famille
Karine Deshayes est la fille du musicien Alix Deshayes de l'orchestre Pasdeloup[réf. nécessaire] et de la musique de l’armée de l’air. Elle commence par apprendre le violon qui lui donne le goût de la musique et du chant. Elle est scolarisée dans un établissement de la Congrégation de Notre-Dame de Sion.
Elle a une demi-sœur née en 1967, par son père.

### Formation
Elle commence ses études au Conservatoire national supérieur de musique de Paris avec Mireille Alcantara, après avoir obtenu une licence en musicologie à l'université Paris-Sorbonne. Elle suit les masters classes de Régine Crespin.

### Carrière
Au terme de ses études, elle intègre la troupe de l'Opéra national de Lyon en 1998. Elle y interprète de nombreux seconds rôles dont Cherubin puis y chante sa première Rosine. À cette période, elle chante également sa première Elena (La Donna del lago : La Dame du lac) au festival de Radio-France à Montpellier. Depuis, elle a travaillé avec des chefs tels que William Christie, Kurt Masur, Bruno Campanella, Roberto Abbado et Philippe Jordan. En 2002, elle remporte le concours Voix nouvelles.
En octobre 2006, elle fait ses débuts au Metropolitan Opera de New York dans le rôle de Siebel (Faust).
Lors de la saison 2009-2010, elle reprend ses deux grands rôles rossiniens (Rosine et Elena) à l'Opéra de Paris, respectivement à la Bastille et au Palais Garnier. Elle interprète également le grand air de Rosine « Una voce poco fa » lors des Victoires de la musique classique à Montpellier en mars 2010.
La saison 2010-2011 de Karine Deshayes est marquée par son retour à l'Opéra Bastille pour y chanter Chérubin aux côtés de Luca Pisaroni (Figaro) et Barbara Frittoli (Contessa : La Comtesse) et ses prises de rôle en Dorabella (Cosi fan tutte, Mozart) à l'Opéra de Paris, en Charlotte (Werther, Massenet) à l'Opéra national de Lyon et enfin Urbain (Les Huguenots) au Teatro Real de Madrid.
Sa carrière est également tournée vers la musique baroque. Elle a ainsi chanté Irène dans le Tamerlano (Tamerlan) de Haendel au Théâtre des Champs-Élysées (Paris) et au Palau de les Arts (Valence) en 2004. Elle donne régulièrement des récitals de musique baroque (Théâtre du Châtelet, Salle Gaveau, Opéra national de Lyon, Opéra royal du château de Versailles), chantant notamment Lully et Cavalli.
Le 4 novembre 2010, elle chante en compagnie de la chanteuse Juliette et de Delphine Haidan dans le cadre des soirées d’Une Rive à l'Autre au théâtre des Trois Baudets à Paris
En 2010, elle participe avec l'ensemble Contraste à l'enregistrement de Songs, un disque de reprises de comédies musicales françaises et américaines, de Starmania à My Fair Lady distribué par Naïve et coproduit par Contraste Productions et des internautes.
En 2012, elle interprète Rosine du Barbier de Séville de Gioachino Rossini à l'Opéra Bastille de Paris, dans une mise en scène de Coline Serreau, sous la direction musicale de Marco Armiliato, avec Antonino Siragusa dans le rôle du Comte Almaviva.
Fin 2012, elle interprète le rôle-titre de Carmen de Bizet, à L'Opéra national de Paris. En janvier et février 2013, elle endosse le rôle d'Isolier dans Le Comte Ory de Rossini au Metropolitan de New York, puis le rôle de Sesto dans Jules César, de Haendel, à l'Opéra national de Paris (mars, avril 2013).
En 2013, elle enregistre Nuit obscure, pour voix et orchestre à cordes, de Karol Beffa, sur un texte de saint-Jean de la Croix.
Le 18 juillet 2022, au festival d'Aix-en-Provence, Karine Deshayes incarne sa première Norma aux côtés de Michael Spyres et Amina Edris, en version concert dirigée par Riccardo Minasi. Ainsi, elle renoue avec la tradition qui veut que le rôle titre soit plutôt interprétée par une mezzo-soprano et celui d'Adalgisa par une soprano comme à l'époque de la Malibran et celle de la création par la Pasta.
Le 20 juin 2023, elle joue dans la recréation du Fausto de Louise Bertin au Théâtre des Champs-Élysées.

## Discographie

### Sur DVD
- 2002 : Rusalka de Antonín Dvořák (Le Garçon), avec Renée Fleming, Sergei Larin, Larissa Diadkova, Franz Hawlata, Eva Urbanová, Dir : James Conlon, Mise en scène : Robert Carsen, Opéra national de Paris, Réalisation : François Roussillon (DVD : TDK, 2004 / Arthaus Musik (de), 2009)
- 2004 : Carmen de Georges Bizet (Mercédès), Béatrice Uria-Monzon, Roberto Alagna, Dir : Myung-Whun Chung, Mise en scène : Jérôme Savary, Chorégies d'Orange, Réalisation : Denis Caïozzi (TV : France 2, NHK)
- 2006 : Die Zauberflöte de Mozart (Drei Damen der Königin), avec René Pape, Paul Groves, Franz Grundheber, Diana Damrau, Genia Kühmeier, Dir : Riccardo Muti, Mise en scène : Pierre Audi, Festival de Salzbourg, Réalisation : Brian Large (DVD: Decca, 2006)
- 2010 : Le nozze di Figaro de Mozart (Cherubino), avec Ludovic Tézier, Barbara Frittoli, Ekaterina Siurina, Luca Pisaroni, Dir : Philippe Jordan, Production : Giorgio Strehler, Opéra national de Paris, Réalisation : Don Kent (DVD/Blu-ray : Bel Air Classiques, 2012)
- 2013 : Profession : Diva - Karine Deshayes, mezzo-soprano, Réalisation : Jean-Pierre Armanet (TV: TV5 Monde / DVD : Opéra national de Paris Boutique )
- 2014 : Il barbiere di Siviglia de Gioachino Rossini (Rosina), avec René Barbera, Dalibor Jenis, Dir. Carlo Montanaro, Mise en scène : Damiano Michieletto, Opéra national de Paris, Réalisation : François Roussillon (Cinéma : Viva l'Opéra ! dans les cinémas UGC / TV: Classica Japan (ja))
- 2015 : Trois souvenirs de ma jeunesse un film d'Arnaud Desplechin (La chanteuse)

### Sur disque
- 2002 : Claude Debussy - Le Martyre de Saint Sébastien - RCA,
- 2002 : Gilbert Amy : Le Premier cercle, avec Alain Vernhes, Jérôme Varnier, Philippe Do, Sophie Marin-Dégor, dir : Michel Plasson, Label : MFA - Radio France
- 2005 : Jean-Philippe Rameau : Le Berger fidèle - Thétis, avec Alain Buet, Benjamin Lazar, Les Musiciens de Monsieur Croche - Editeur : Alpha
- 2005 : Nicola Porpora : Leçons de Ténèbres & Duetti per la Passione, avec Elodie Méchain, dir : Jérôme Corréas, Label : Arion
- 2007 : Johann Sebastian Bach : Magnificat - George Frideric Handel : Dixit Dominus, avec Natalie Dessay, Philippe Jaroussky, Toby Spence, Laurent Naouri, Le Concert d'Astrée, dir : Emmanuelle Haim, Label : Virgin Classics
- 2007 : Henry Desmarest : Vénus & Adonis, avec Sébastien Droy, Anna Maria Panzarella, Henk Neven, Ingrid Perruche, Jean Teitgen, Anders J. Dahlin, Les Talents Lyriques, dir : Christophe Rousset, Label : Amba Refelction
- 2007 : Francesco Cavalli : L'Ormindo, avec Sandrine Piau, Dominique Visse, dir: Jérôme Correas, Label : Pan Classics
- 2008 : Johannes Brahms : Sonates et Trio, avec Arnaud Thorette (Alto), Johan Farjot (Piano), Raphaël Merlin (violoncelle) - Editeur : Action
- 2009 : Gabriel Fauré : Mélodies, avec Hélène Lucas (piano) et Stéphane Degout (baryton)
- 2010 : André-Ernest-Modeste Grétry : Andromaque, avec  Le Concert spirituel, dir. Hervé Niquet - Editeur : Glossa
- 2011 : Songs avec l'ensemble Contraste, Sandrine Piau et Magali Léger - Naïve
- 2011 : Gabriel Fauré : La Bonne Chanson (opus 61) - Quatuor pour piano (opus 15), avec l'Ensemble Contraste, Collection des Arts de Monte Carlo,
- 2012 : Debussy, Clair de Lune, avec Natalie Dessay, avec Catherine Michel, Le Jeune Chœur de Paris, Philippe Cassard, Label : Warner Classics
- 2012 : Fauré, Pelléas et Mélisande, Élégie, Mélodies & Wagner, Siegfried - Idyll, avec François Salque (violoncelle, orchestre : Opéra de Rouen Haute Normandie, dir : Oswald Sallaberger, Label : Zig-Zag Territoires
- 2013 : Rameau - Les Surprises de l'amour, avec Jean-Sébastien Bou, dir. Sébastien d'Hérin -  Label : Glossa
- 2014 : French Romantic Cantatas avec l'Opera Fuoco, dir. David Stern - Label : Outhere Sa[18]
- 2014 : Jacques Ibert : œuvres pour vents avec Henri Demarquette (violoncelle), Ensemble Initium, dir. Clément Mao-Takacs - Label : Timpani[18]
- 2015 : L’Ormindo avec Sandrine Piau (soprano), Martín Oro (ténor), Howard Crook (ténor), Dominique Visse (contre-ténor), Magali Léger (soprano) - Label : Pan Classics[18]
- 2015 : Après un rêve avec l'Ensemble Contraste - Label : Little Tribeca / Aparte[18]
- 2015 : Into the dark, Karol Beffa avec l'Ensemble Contraste, dir. Johan Farjot, Karol Beffa (piano), Arnaud Thorette (alto), Emmanuel Ceysson (harpe) - Label : Little Tribeca / Aparte[18]
- 2016 : Une vie de Rossini, dir : Raphaël Merlin, Les Forces Majeures - Label : Aparté
- 2016 : Pergolesi : Stabat Mater avec Sonya Yoncheva (soprano) et l'ensemble Amarillis : Héloïse Gaillard (flûte à bec), Violaine Cochard (clavecin & orgue positif), Alice Piérot (premier violon), Sandrine Dupé, Louis Créac'h (violons I), Olivier Briand, Diana Lee, Koji Yoda (violons II), Fanny Paccoud, Laurent Muller (altos), Annabelle Luis, Frédéric Baldassare (violoncelles), Gautier Blondel (contrebasse), Bruno Helstroffer (théorbe) - Label : Sony classical[19]
- 2017 : Franck, Chausson : Quatuor en ré Majeur FWV9, Chanson Perpétuelle avec le Quatuor Zaïde, Jonas Vitaud (piano) - Label : NoMad Music[18]
- 2020 : Alexandre Dumas et la musique - Label : Alpha
- 2020 : Deux mezzos, sinon rien, avec Delphine Haidan et Johan Farjot (piano) - Label : Klarthé records

## Distinctions

### Récompenses
- 2001 : Premier prix du concours « Voix d'or ».
- 2002 : Premier prix du concours Voix nouvelles. Révélation artiste lyrique des Victoires de la musique classique.
- 2011 : Victoire de la musique classique de la meilleure artiste lyrique.
- 2016 : Victoire de la musique classique de la meilleure artiste lyrique.
- 2020 : Victoire de la musique classique de la meilleure artiste lyrique.

### Décorations
- Officière de l'ordre des Arts et des Lettres (12 mars 2019)[20].
- Chevalière de la Légion d'honneur (2022)[21],[22]